# Cucullia perlucida
Cucullia perlucida är en fjärilsart som beskrevs av Jones 1908. Cucullia perlucida ingår i släktet Cucullia och familjen nattflyn. Inga underarter finns listade i Catalogue of Life.